# Natalia Gavrilița

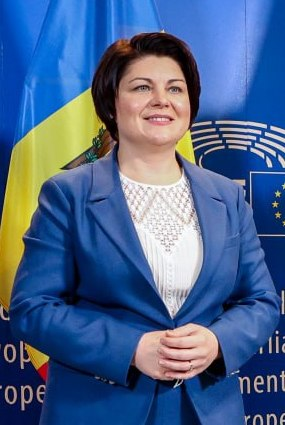
Natalia Gavrilița (2021)

Natalia Gavrilița (geb. Catrinescu; * 21. September 1977 in Mălăiești, Moldauische SSR, Sowjetunion, heute Transnistrien) ist eine moldauische Ökonomin und Politikerin (PAS). Sie war von August 2021 bis zu ihrem Rücktritt im Februar 2023 Ministerpräsidentin der Republik Moldau. Staatspräsidentin Maia Sandu ernannte den bisherigen Innenminister Dorin Recean zu ihrem Nachfolger.

## Leben
Gavrilița schloss im Jahr 2000 ihr Studium des Internationalen Rechts mit einem Bachelor of Arts an der Moldauischen Staatsuniversität in Chișinău ab. Im Jahr 2005 erhielt sie ihren Master of Arts im Fach Public Policy an der Harvard University.
In den 2000er Jahren arbeitete Gavrilița in verschiedenen Funktionen bei der Weltbank, der Europäischen Union und dem moldauischen Wirtschaftsministerium. Von 2009 bis 2013 war sie Portfoliomanagerin bei dem in der internationalen Entwicklungsberatung tätigen britischen Unternehmen Oxford Policy Management. Anschließend arbeitete sie im moldauischen Bildungsministerium. Nach einer Tätigkeit in London ab 2015 wurde Gavrilița im Sommer 2019 Finanzministerin der Republik Moldau.

### Ministerpräsidentin
Am 6. August 2021 wurde Natalia Gavrilița Ministerpräsidentin der Republik Moldau. Am 10. Februar 2023 trat die als prowestlich geltende Gavrilița zurück und kündigte den Rücktritt auch der gesamten Regierung an. Sie begründete ihren Schritt mit – im Unterschied zur Haltung des Auslands – mangelnder Unterstützung im Land. Die moldauische Regierung stand seit Monaten wegen gestiegener Preise für Energie und Lebensmittel unter Druck. Als Drahtzieher hinter den Protesten gelten prorussische Kräfte wie die außer Landes geflüchteten Ilan Șor und Vladimir Plahotniuc. Am Morgen des Rücktrittstags soll eine russische Rakete mit Ziel Ukraine Transnistrien und danach auch Moldau überflogen haben. Erst am Tag zuvor hatte der moldauische Geheimdienst gewarnt, dass Russland seine Versuche zur Destabilisierung Transnistriens und der Region intensiviere. Staatspräsidentin Maia Sandu akzeptierte den Rücktritt und beauftragte den früheren Innenminister Dorin Recean, wie Gavrilița und Sandu ein Pro-Europäer, mit der Bildung einer neuen Regierung unter seiner Führung.